# Dol-de-Bretagne
Dol-de-Bretagne (bretonisch Dol) ist eine westfranzösische Gemeinde mit 5.786 Einwohnern (Stand 1. Januar 2022) im Département Ille-et-Vilaine in der Region Bretagne.

## Lage und Klima
Die Kleinstadt Dol liegt etwa 6 km (Luftlinie) südlich der Bucht des Mont-Saint-Michel in einer Höhe von ca. 15 m. Die nächsten größeren Städte sind das etwa 29 km (Fahrtstrecke) nordwestlich gelegene Saint-Malo und das ca. 30 km südwestlich gelegene Dinan. Das Gemeindegebiet wird vom Küstenfluss Guyoult durchquert, im Norden verläuft sein Zufluss Banche. Das Klima wird in hohem Maße vom nahegelegenen Atlantik beeinflusst; Regen (ca. 600 mm/Jahr) fällt übers Jahr verteilt.

## Bevölkerungsentwicklung
| Jahr      | 1800 | 1851 | 1901 | 1954 | 1999 | 2021 |
| Einwohner | 2787 | 4181 | 4708 | 4773 | 4563 | 5767 |

Die Einwohnerzahl ist seit der Mitte des 19. Jahrhunderts weitgehend konstant geblieben; erst zu Beginn des 21. Jahrhunderts überschritt sie die Marke von 5000, was im Wesentlichen auf den Tourismus zurückzuführen ist.

## Wirtschaft
Die Gemeinde und ihre Umgebung waren jahrhundertelang landwirtschaftlich geprägt. Die meisten Menschen lebten als Selbstversorger; im Ort selbst bildeten sich verschiedene Handwerks- und Dienstleistungsberufe heraus. Seit den 1960er Jahren spielt der Tourismus – auch in Form der Vermietung von Ferienwohnungen (gîtes) – eine immer stärker werdende Rolle im Wirtschaftsleben der Gemeinde.
Der Ort ist ein Bahnknotenpunkt, hier treffen sich die Bahnstrecke Rennes–Saint-Malo und die Bahnstrecke Lison–Lamballe.

## Geschichte

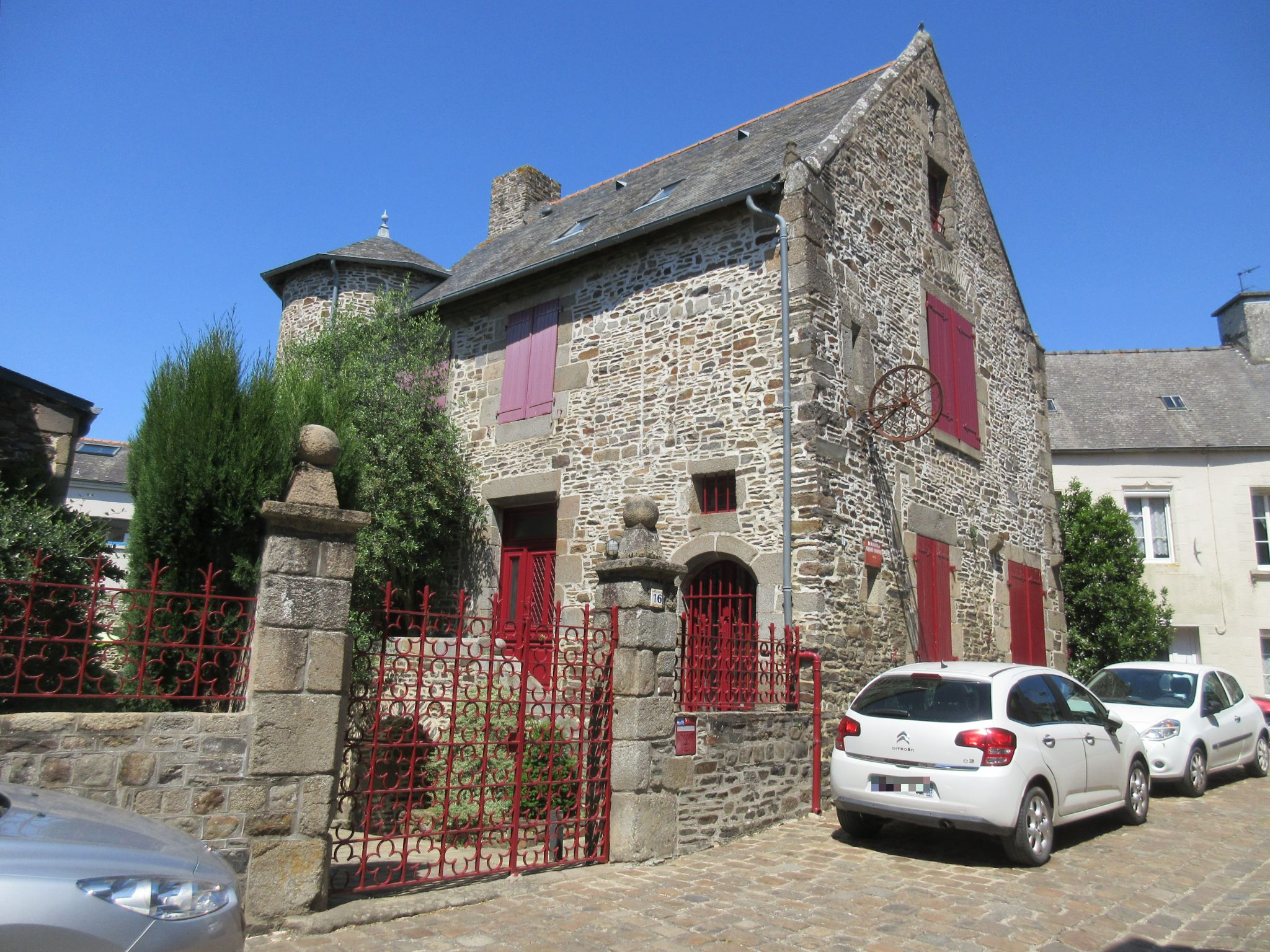
Manoir du Grand Chantre, 20 rue Ceinte

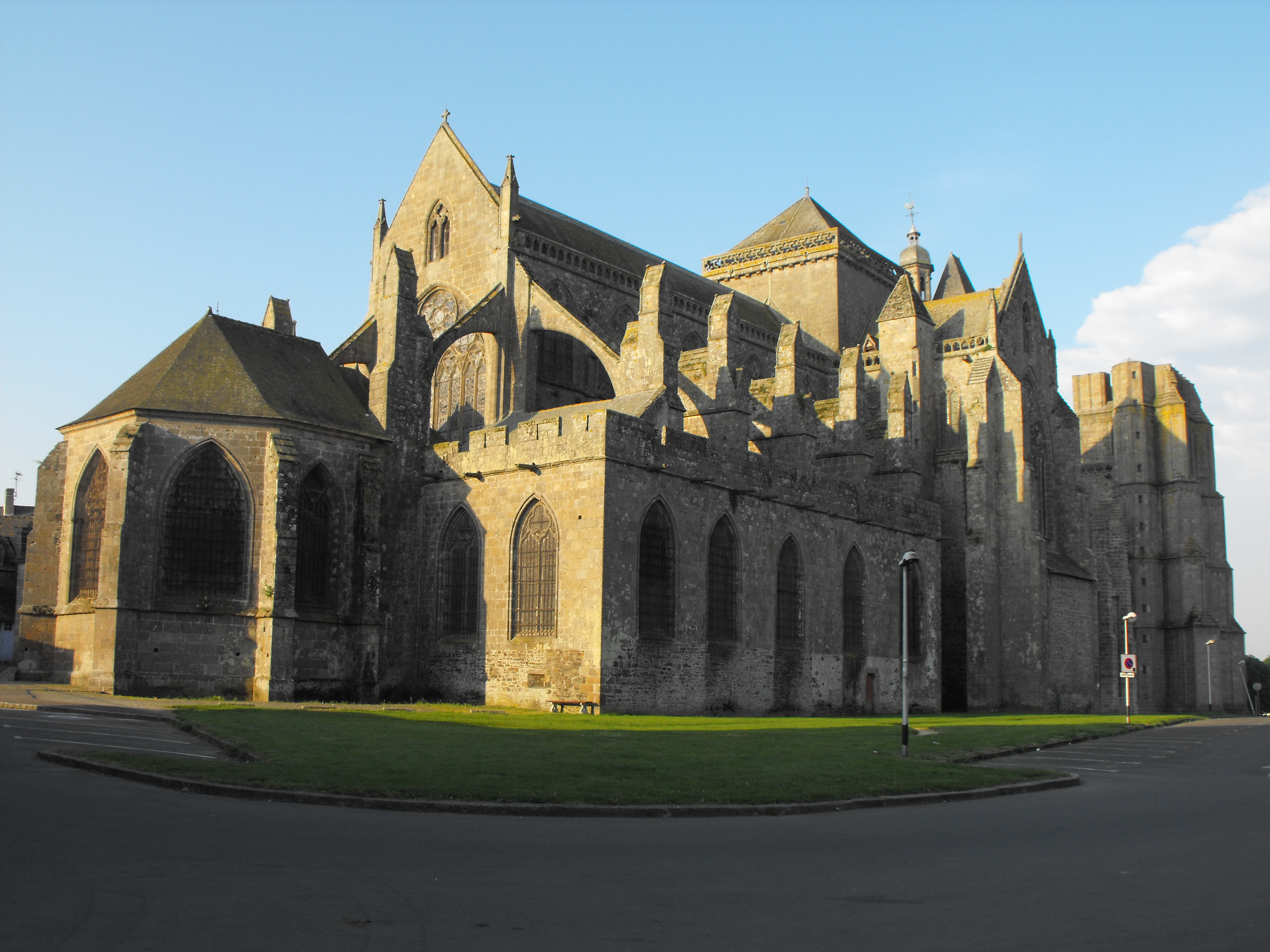
Kathedrale von Dol-de-Bretagne

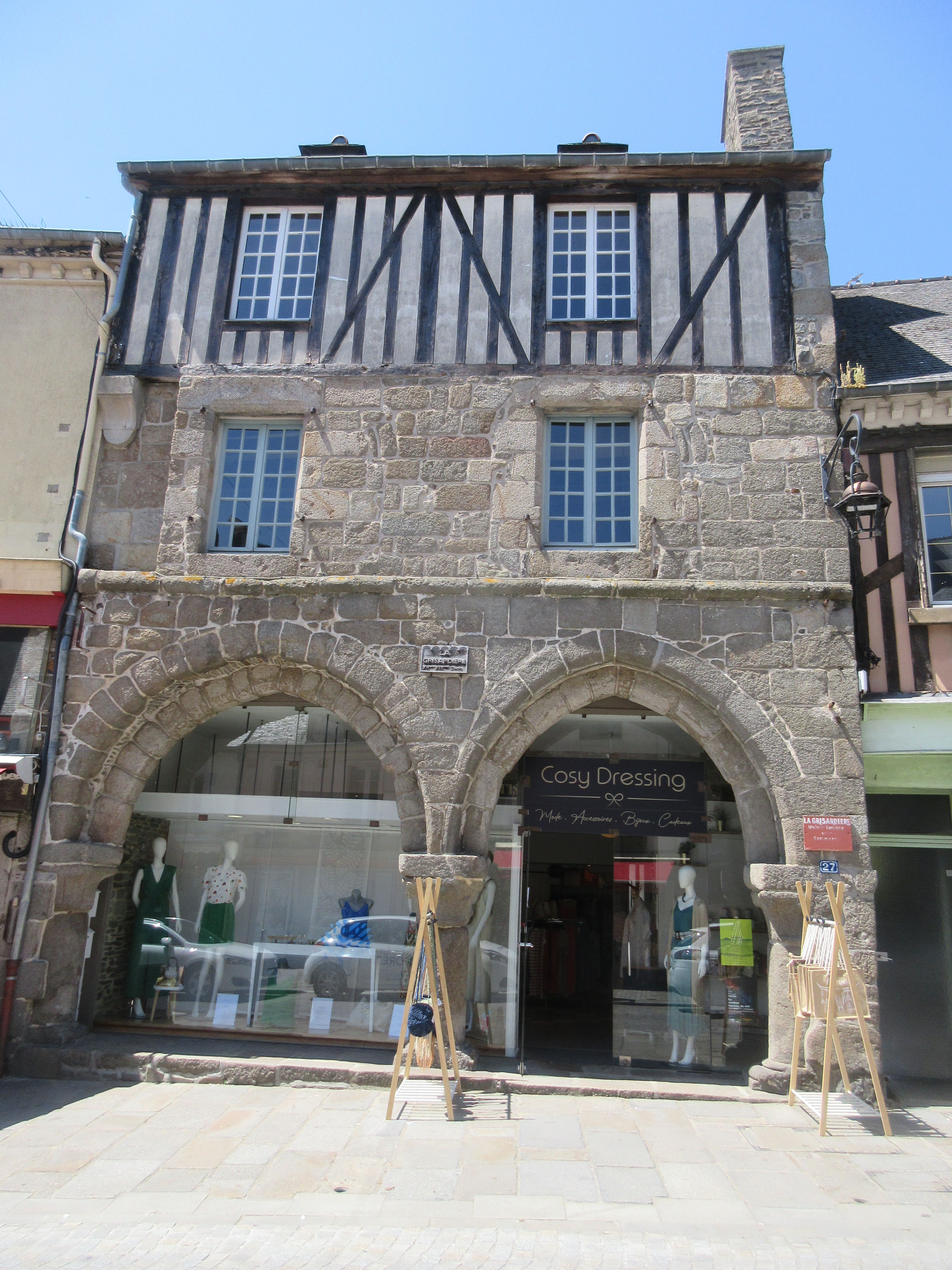
Maison de la Grisardière

Das vermutlich bereits in keltischer Zeit entstandene Dol war die frühere Hauptstadt der Bretagne. Im 5. oder 6. Jahrhundert unter dem hl. Samson von Dol (bretonisch: Sant Samzun a Zol) als eines der sieben Gründungsbistümer der Bretagne entstanden, war Dol bis zur Französischen Revolution Sitz eines Erzbistums und entsprechend bis ins 16. Jahrhundert auch Ziel des Tro-Breizh, einer der bedeutendsten mittelalterlichen Wallfahrten.
Im Jahr 845 oder 848 wurde hier der Graf von Vannes, Nominoë, zum Herzog (ducatus ipsius gentis) der Bretonen gekrönt, nachdem der westfränkische König Karl der Kahle die weitgehende bretonische Autonomie anerkennen musste. Bis in das späte 11. Jahrhundert hinein ist die Stadt wiederholt von Wikingern bzw. Normannen angegriffen, ausgeraubt, in Brand gesteckt bzw. zeitweise besetzt worden.
Die aus Dol stammende Familie FitzAlan (fils d'Alain) wanderte Anfang des 12. Jahrhunderts nach England aus, wo sie durch Erbe 1291 den Titel Earl of Arundel erhielt, und in einer anderen Linie weiter nach Schottland, wo sie bereits vor 1150 das erbliche Amt des Lord High Steward erwarb und ab 1371 als Haus Stuart den schottischen Königsthron bestieg; 1603 wurden die Stuarts auch Könige von England und Irland; sie regierten Großbritannien mit einer Unterbrechung bis 1714.
Im Jahr 1203 brannten Soldaten des englischen Königs Johann Ohneland die Kirche von Dol nieder; an deren Stelle entstand die Kathedrale, deren Buntglasfenster Szenen aus dem Leben ihres Namenspatrons darstellen.
Seinen heutigen Namen erhielt Dol erst 1924. Während des Zweiten Weltkriegs war seine Umgebung ein Schauplatz der Schlacht um die Bretagne, als amerikanische Truppen im August 1944 den deutschen Brückenkopf zwischen den naheliegenden Städten Saint-Malo und Dinard angriffen.

## Sehenswürdigkeiten
- Kathedrale von Dol-de-Bretagne aus dem 12. Jahrhundert
- Musée de la Trésorerie, ein Gebäude aus dem 16. Jahrhundert
- Musée d’Histoire et d’Art Populaire mit einer Sammlung religiöser Statuen
- Maison des Petits Palets, ein romanisches Haus aus dem 12. Jahrhundert
- Menhir du Champ-Dolent (Höhe ca. 9,5 m) etwa 2 km südöstlich des Stadtzentrums in Richtung Combourg gelegen.
- Etwa 2 km nordwestlich gelegener 65 m hoher Berg Mont-Dol war im Mittelalter noch eine der Küste vorgelagerte Insel.
- Stadtbefestigung aus dem Mittelalter

Siehe auch: Liste der Monuments historiques in Dol-de-Bretagne

## Persönlichkeiten
- Samson von Dol, Bischof und Heiliger
- François-René de Chateaubriand (1768–1848) erhielt seine Schulausbildung in Dol.
- Victor Hugo (1802–1885) verweilte mehrfach in Dol mit seiner Geliebten Juliette Drouet.
- André Chalmel (* 1949), Radrennfahrer

## Städtepartnerschaft
Dol-de-Bretagne unterhält eine Städtepartnerschaft mit der südhessischen Gemeinde Reichelsheim.